# Gunnarella
Gunnarella – rodzaj roślin z rodziny storczykowatych (Orchidaceae). Obejmuje 5 gatunków. Występują one na wyspach Oceanii – w Nowej Gwinei, na Wyspach Salomona, Vanuatu oraz Nowej Kaledonii. Są to epifity rosnące w lasach do wysokości około 900 m n.p.m.

## Morfologia
KwiatyKwiaty odwrócone, bladożółte lub białawe, czasem z odcieniem fioletu.

## Systematyka
Rodzaj sklasyfikowany do podplemienia Aeridinae w plemieniu Vandeae, podrodzina epidendronowe (Epidendroideae), rodzina storczykowate (Orchidaceae), rząd szparagowce (Asparagales) w obrębie roślin jednoliściennych.
Wykaz gatunków
- Gunnarella aymardii (N.Hallé) Senghas
- Gunnarella begaudii (N.Hallé) Senghas
- Gunnarella brigittae (N.Hallé) Senghas
- Gunnarella florenciae (N.Hallé) Senghas
- Gunnarella neocaledonica (Rendle) Senghas